# Monte Adam
Il Monte Adam (in lingua inglese: Mount Adam) è una montagna antartica, alta 4.010 m, situata 4 km a ovest-nordovest del Monte Minto e che fa parte dei Monti dell'Ammiragliato, in Antartide.
Il monte fu scoperto nel gennaio 1841 dal capitano James Clark Ross, della Royal Navy, che ne assegnò la denominazione in onore del viceammiraglio Sir Charles Adam, uno dei Lords Commissioners of the Admiralty, l'Ammiragliato del Regno Unito.